# 李宁平 (1964年)
李宁平（1964年8月—），男，汉族，重庆人，中华人民共和国政治人物，现任新疆维吾尔自治区人大常委会副主任。